# La Thieuloye
La Thieuloye és un municipi francès situat al departament del Pas de Calais i a la regió dels Alts de França. L'any 2007 tenia 431 habitants.

## Demografia

### Població
El 2007 la població de fet de La Thieuloye era de 431 persones. Hi havia 156 famílies de les quals 40 eren unipersonals (12 homes vivint sols i 28 dones vivint soles), 52 parelles sense fills, 60 parelles amb fills i 4 famílies monoparentals amb fills.
La població ha evolucionat segons el següent gràfic:
Habitants censats

### Habitatges
El 2007 hi havia 171 habitatges, 166 eren l'habitatge principal de la família, 1 era una segona residència i 4 estaven desocupats. 168 eren cases i 1 era un apartament. Dels 166 habitatges principals, 141 estaven ocupats pels seus propietaris, 23 estaven llogats i ocupats pels llogaters i 2 estaven cedits a títol gratuït; 8 tenien dues cambres, 17 en tenien tres, 37 en tenien quatre i 105 en tenien cinc o més. 144 habitatges disposaven pel capbaix d'una plaça de pàrquing. A 78 habitatges hi havia un automòbil i a 68 n'hi havia dos o més.

### Piràmide de població
La piràmide de població per edats i sexe el 2009 era:
| Homes | Edats   | Dones |
| ----- | ------- | ----- |
| 4     | 95 o +  | 0     |
| 0     | 90 a 94 | 8     |
| 4     | 85 a 89 | 4     |
| 4     | 80 a 84 | 8     |
| 8     | 75 a 79 | 16    |
| 4     | 70 a 74 | 4     |
| 4     | 65 a 69 | 4     |
| 0     | 60 a 64 | 8     |
| 0     | 55 a 59 | 4     |
| 12    | 50 a 54 | 8     |
| 28    | 45 a 49 | 16    |
| 16    | 40 a 44 | 16    |
| 16    | 35 a 39 | 8     |
| 8     | 30 a 34 | 16    |
| 8     | 25 a 29 | 12    |
| 24    | 20 a 24 | 12    |
| 12    | 15 a 19 | 8     |
| 8     | 10 a 14 | 16    |
| 8     | 5 a 9   | 8     |
| 0     | 0 a 4   | 12    |

## Economia
El 2007 la població en edat de treballar era de 265 persones, 197 eren actives i 68 eren inactives. De les 197 persones actives 184 estaven ocupades (113 homes i 71 dones) i 14 estaven aturades (5 homes i 9 dones). De les 68 persones inactives 16 estaven jubilades, 22 estaven estudiant i 30 estaven classificades com a «altres inactius».

### Ingressos
El 2009 a La Thieuloye hi havia 171 unitats fiscals que integraven 434 persones, la mediana anual d'ingressos fiscals per persona era de 16.185 €.

### Activitats econòmiques
Dels 8 establiments que hi havia el 2007, 1 era d'una empresa alimentària, 1 d'una empresa de construcció, 1 d'una empresa de comerç i reparació d'automòbils, 2 d'empreses de transport, 1 d'una empresa d'hostatgeria i restauració, 1 d'una empresa de serveis i 1 d'una empresa classificada com a «altres activitats de serveis».
Dels 3 establiments de servei als particulars que hi havia el 2009, 1 era una lampisteria, 1 perruqueria i 1 restaurant.
L'únic establiment comercial que hi havia el 2009 era una carnisseria.
L'any 2000 a La Thieuloye hi havia 11 explotacions agrícoles que ocupaven un total de 424 hectàrees.

## Equipaments sanitaris i escolars
El 2009 hi havia una escola maternal integrada dins d'un grup escolar amb les comunes properes formant una escola dispersa.

## Poblacions més properes
El següent diagrama mostra les poblacions més properes.